# Colpoma intermedium
Colpoma intermedium är en svampart som beskrevs av C.L. Hou & M. Piepenbr. 2005. Colpoma intermedium ingår i släktet Colpoma och familjen Rhytismataceae.   Inga underarter finns listade i Catalogue of Life.